# Guasare
Guasare je rijeka u Venezueli. Pritoka je rijeke El Limón i pripada karipskom slijevu.